# Saint-François-Lacroix
Saint-François-Lacroix és un municipi francès, situat al departament del Mosel·la i a la regió del Gran Est. L'any 2007 tenia 227 habitants.

## Demografia

### Població
El 2007 la població de fet de Saint-François-Lacroix era de 227 persones. Hi havia 76 famílies, de les quals 10 eren unipersonals (10 dones vivint soles i 10 dones vivint soles), 25 parelles sense fills i 41 parelles amb fills.
La població ha evolucionat segons el següent gràfic:
Habitants censats

### Habitatges
El 2007 hi havia 84 habitatges, 76 eren l'habitatge principal de la família, 3 eren segones residències i 5 estaven desocupats. 81 eren cases i 3 eren apartaments. Dels 76 habitatges principals, 70 estaven ocupats pels seus propietaris, 5 estaven llogats i ocupats pels llogaters i 2 estaven cedits a títol gratuït; 6 tenien tres cambres, 10 en tenien quatre i 60 en tenien cinc o més. 73 habitatges disposaven pel capbaix d'una plaça de pàrquing. A 20 habitatges hi havia un automòbil i a 53 n'hi havia dos o més.

### Piràmide de població
La piràmide de població per edats i sexe el 2009 era:
| Homes | Edats   | Dones |
| ----- | ------- | ----- |
| 0     | 95 o +  | 0     |
| 0     | 90 a 94 | 0     |
| 0     | 85 a 89 | 4     |
| 0     | 80 a 84 | 0     |
| 0     | 75 a 79 | 0     |
| 0     | 70 a 74 | 8     |
| 4     | 65 a 69 | 4     |
| 4     | 60 a 64 | 0     |
| 4     | 55 a 59 | 4     |
| 4     | 50 a 54 | 0     |
| 4     | 45 a 49 | 4     |
| 16    | 40 a 44 | 24    |
| 12    | 35 a 39 | 8     |
| 4     | 30 a 34 | 0     |
| 0     | 25 a 29 | 4     |
| 4     | 20 a 24 | 4     |
| 16    | 15 a 19 | 20    |
| 8     | 10 a 14 | 12    |
| 4     | 5 a 9   | 4     |
| 0     | 0 a 4   | 0     |

## Economia
El 2007 la població en edat de treballar era de 146 persones, 108 eren actives i 38 eren inactives. De les 108 persones actives 97 estaven ocupades (53 homes i 44 dones) i 10 estaven aturades (2 homes i 8 dones). De les 38 persones inactives 14 estaven jubilades, 10 estaven estudiant i 14 estaven classificades com a «altres inactius».

### Ingressos
El 2009 a Saint-François-Lacroix hi havia 87 unitats fiscals que integraven 264 persones, la mediana anual d'ingressos fiscals per persona era de 17.984 €.

### Activitats econòmiques
Dels 7 establiments que hi havia el 2007, 1 era d'una empresa de fabricació d'altres productes industrials, 4 d'empreses de construcció, 1 d'una empresa de comerç i reparació d'automòbils i 1 d'una empresa classificada com a «altres activitats de serveis».
Dels 4 establiments de servei als particulars que hi havia el 2009, 2 eren lampisteries, 1 electricista i 1 agència immobiliària.
L'únic establiment comercial que hi havia el 2009 era una botiga d'equipament de la llar.
L'any 2000 a Saint-François-Lacroix hi havia 7 explotacions agrícoles.

## Poblacions més properes
El següent diagrama mostra les poblacions més properes.